# Mollahat
Mollahat è un sottodistretto (upazila) del Bangladesh situato nel distretto di Bagerhat, divisione di Khulna. Si estende su una superficie di 187,88 km² e conta una popolazione di 116.729 abitanti (dato censimento 1991).